# 大山母山
大山母山，位於台灣屏東縣恆春鎮南灣里，山頂海拔325公尺，為台灣小百岳之一。該山峰地處中央山脈最南稜，山頂立有全台最南端的一等三角點，兼具一等天文點、衛星點、重力點等功能，另立有圖根點一顆。
大山母山位於墾丁國家公園範圍內，西南側即為南灣沙灘。